# 艾斯伯勒 (緬因州)
艾斯伯勒（英語：Iceboro）是位於美國緬因州薩加達霍克縣的一個非建制地區。

## 地理
艾斯伯勒所處的海拔為高於海平面41米（即135英呎），而該地所採用的時區為UTC-5，即北美东部時區（EST）。同時該地設有夏令時間，為UTC-5調快一小時，即UTC-4（EDT）。